# Largo da Barra
Largo da Barra é um importante largo e ponto de referência da região da Barra da Tijuca, na cidade do Rio de Janeiro, Brasil.
É uma região no entorno da praça Desembargador Araújo Jorge, em uma área entre inúmeros restaurantes antigos, motéis, e a Delegacia da Barra, além de ser a entrada para a ilha da Coroa. Sua importância histórica e localização geográfica dão à região o status de "sub-bairro" da Barra da Tijuca.
A região também é conhecida por algumas pessoas como Barrinha, Largo da Barra ou Barra Antiga.